# Ford-Nunatakker
Die Ford-Nunatakker sind eine Gruppe von Nunatakkern und niedrigen Berggipfeln im westantarktischen Marie-Byrd-Land. In der Wisconsin Range der Horlick Mountains ragen sie 11 km nordwestlich des Murtaugh Peak über eine Länge von 15 km aus einem Geflecht im Eis versunkener Gerbirgskämme auf.
Der United States Geological Survey kartierte sie anhand eigener Vermessungen und Luftaufnahmen der United States Navy aus den Jahren von 1960 bis 1964. Das Advisory Committee on Antarctic Names benannte sie 1967 nach Franklin E. Ford, Baumechaniker der Überwinterungsmannschaften auf der Byrd-Station im Jahr 1961 und auf der Amundsen-Scott-Südpolstation im Jahr 1965.